# Sergio Bertoni
Sergio Bertoni (Pisa, 1915. szeptember 23. – La Spezia, 1995. február 15.) olimpiai és világbajnok olasz labdarúgó, csatár, edző.

## Pályafutása

### Klubcsapatban
1935 és 1938 között szülővárosa csapatában a Pisában játszott. 1938 és 1946 között pályafutása jelentős részét a Genoa együttesében töltötte. 1946–47-ben a Brescia, 1947 és 1949 között a Modena és 1949–50-ben a Spezia labdarúgója volt. 1950-ben fejezte be az aktív labdarúgást.

### A válogatottban
1936 és 1940 között hat alkalommal szerepelt az olasz labdarúgó-válogatottban és egy gólt szerzett. Tagja volt az 1936-os berlini olimpián és az 1938-as világbajnokságon aranyérmet nyert csapatnak. A franciaországi világbajnokságon nem lépett pályára.

### Edzőként
Visszavonulása után három időszakban volt utolsó klubja vezetőedzője. Először 1950–51-ben, majd 1955 és 1957 között, végül 1960–61-ben irányította a Spezia csapatának szakmai munkáját.

## Sikerei, díjai
Olaszország
- Olimpiai játékok
  - aranyérmes: 1936, Berlin
- Világbajnokság
  - aranyérmes: 1938, Franciaország